# Борецкий, Адальберт Адальбертович
Адальберт Адальбертович Борецкий (Войтех Войтехович; 14 февраля 1911 — 1990) — украинско-словацкий художник, педагог, общественный деятель.

## Биография
Родился в селе Убля (ныне Словакия) в семье учителя. Жил в городе Ужгород, учился рисованию у А. Эрдели в Ужгородской публичной художественной школу (1927—1931). Член Общества карпато-русских художников (1935—1939). Учительствовал в верховинских сёлах, в 1945—1948 годах — преподаватель Ужгородского училища прикладного искусства. Способствовал созданию Союза художников Закарпатья, работал в общественных учреждениях. Позже целиком посвятил себя искусству. С 1964 года и до своей смерти в 1990 году проживал в городе Кошице (Словакия).
Работал преимущественно в области пейзажной и жанровой живописи и станковой графики. Серия рисунков «Народные танцы» (1930-е годы), декоративное панно на доме Эрдели (1940), «У распятия» (1943), «Встреча с гуцулами Красной Армии», «Казнь марамороских патриотов» (1946), серия рисунков «Времена года», «Возвращение гуцула-партизана» (1947), «Бокораши» (1948), «На лесопункте» (1952), «Село под горой» (1957), «Дом бабушки» (1963), «Пейзажи Словакии» (1964-71), «Раховская мадонна», «Приветствие новорождённого» и другие. Произведения Борецкиого экспонировались на Всемирной выставке в Нью-Йорке (1939). Хранятся в музеях Ужгорода, Братиславы, Будапешта и других городов.